# András Frank
András Frank (Budapeste, 3 de junho de 1949) é um matemático húngaro, que trabalha com combinatória, especialmente em teoria dos grafos, e otimização combinatória. É diretor do Instituto de Matemática da Universidade Eötvös Loránd, Budapeste. 
Estudou de 1967 a 1972 na Universidade Eötvös Loránd, onde obteve em 1979 um doutorado, orientado por László Lovász, com um doutorado russo (Doktor nauk) em 1990. Fundou e dirigiu o Grupo de Pesquisas sobre Otimização Combinatória da Universidade Eötvös Loránd e da Academia de Ciências da Hungria (EGRES).
Foi palestrante convidado do Congresso Internacional de Matemáticos em Berlim (1998).

## Obras
- Connections in combinatorial optimization, Oxford University Press, 2011